# لويد غوغ
لويد غوغ (بالإنجليزية: Lloyd Gough)‏ هو ممثل أمريكي، ولد في 21 سبتمبر 1907 في نيويورك في الولايات المتحدة، وتوفي في 23 يوليو 1984 في لوس أنجلوس في الولايات المتحدة بسبب أم الدم الأبهرية.

## أعمال

### أفلام
- (1950) سانسيت بوليفارد
- (1974) الزلزال[2]

## وصلات خارجية
- لويد غوغ على موقع IMDb (الإنجليزية)
- لويد غوغ على موقع ألو سيني (الفرنسية)
- لويد غوغ على موقع أول موفي (الإنجليزية)
- لويد غوغ على موقع قاعدة بيانات برودواي على الإنترنت (الإنجليزية)
- لويد غوغ على موقع قاعدة بيانات الأفلام السويدية (السويدية)
- لويد غوغ على موقع إن إن دي بي (الإنجليزية)
- لويد غوغ على موقع قاعدة بيانات الفيلم (الإنجليزية)
- لويد غوغ على موقع كينوبويسك (الروسية)